# Sở giao dịch chứng khoán Toronto

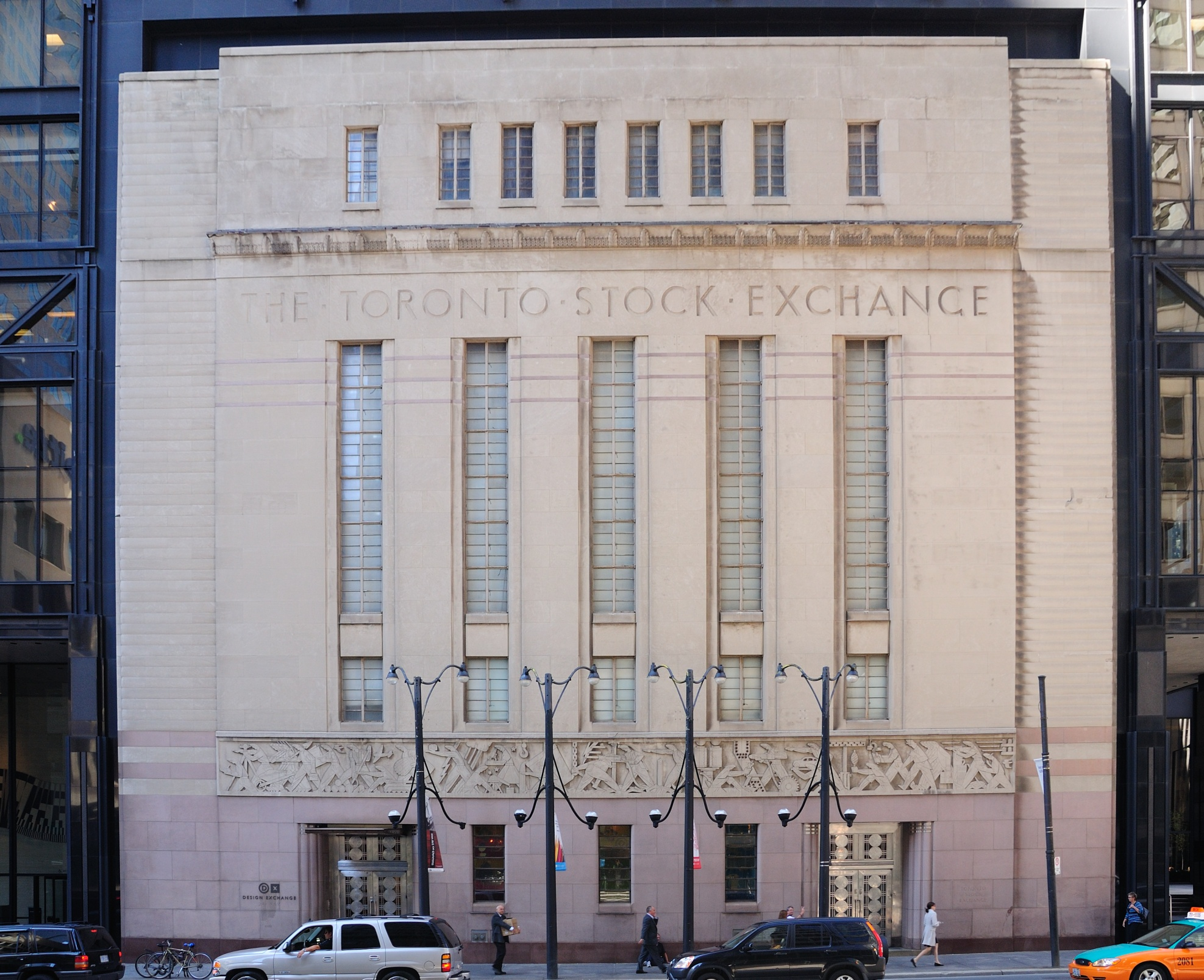
Sở giao dịch chứng khoán Toronto hiện nay

Sở giao dịch chứng khoán Toronto (TSX; tiếng Pháp: Bourse de Toronto) là một sở giao dịch chứng khoán đặt tại Toronto, Ontario, Canada. Đây là sàn giao dịch lớn thứ 11 trên thế giới và lớn thứ ba ở Bắc Mỹ dựa trên vốn hóa thị trường. Có trụ sở tại Tháp EY ở Khu Tài chính Toronto, TSX là công ty con thuộc sở hữu hoàn toàn của Tập đoàn TMX để kinh doanh các cổ phiếu cấp cao. Một loạt các doanh nghiệp từ Canada và nước ngoài có đại diện trên sàn giao dịch. Ngoài chứng khoán thông thường, sàn giao dịch liệt kê nhiều quỹ giao dịch trao đổi khác nhau, các công ty cổ phần chia tách, ủy thác thu nhập và quỹ đầu tư. Nhiều công ty khai thác và dầu khí được niêm yết trên Sở giao dịch chứng khoán Toronto hơn bất kỳ sàn giao dịch chứng khoán nào khác.

## Lịch sử

### Khởi đầu

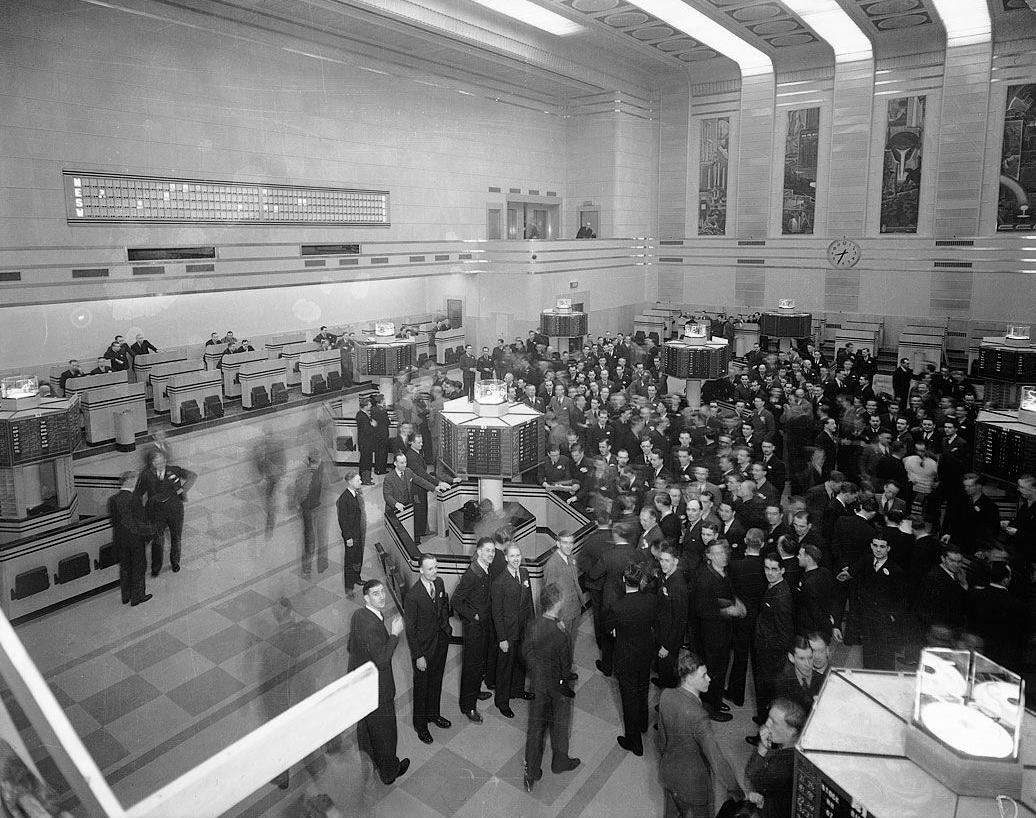
Sàn giao dịch mới của Sở giao dịch chứng khoán Toronto giai đoạn 1937-1939.

Sở giao dịch chứng khoán Toronto có khả năng xuất thân từ Hiệp hội các nhà môi giới, một nhóm được thành lập bởi các doanh nhân Toronto vào ngày 26 tháng 7 năm 1852. Không có hồ sơ nào về các giao dịch của nhóm còn tồn tại. Tuy nhiên, người ta biết rằng vào ngày 25 tháng 10 năm 1861, 24 nhà môi giới đã tập trung tại Masonic Hall để thành lập và tham gia vào Sở giao dịch chứng khoán Toronto. Từ năm 1852 đến năm 1870, hai sàn giao dịch khác biệt, định hướng hàng hóa được thành lập: Sở giao dịch Toronto vào năm 1854 và Sở giao dịch chứng khoán và khai thác Toronto vào năm 1868. Ban đầu TSE có 13 danh sách nhưng đã tăng lên 18 vào năm 1868 (phần lớn là trái phiếu và các vấn đề của ngân hàng). Nhiều ngân hàng ở Thượng Canada đã thất bại trong năm 1869, khiến mọi hoạt động buôn bán trong thành phố bị đình trệ vì thị trường quá nhỏ. Thị trường tăng giá vào năm 1870 đã thúc đẩy sự tự tin của nhà đầu tư và 8 trong số 24 nhà môi giới ban đầu đã tham gia lại để thiết lập lại TSE. 5 Sàn giao dịch được thành lập bởi một đạo luật của Hội đồng lập pháp Ontario vào năm 1878.

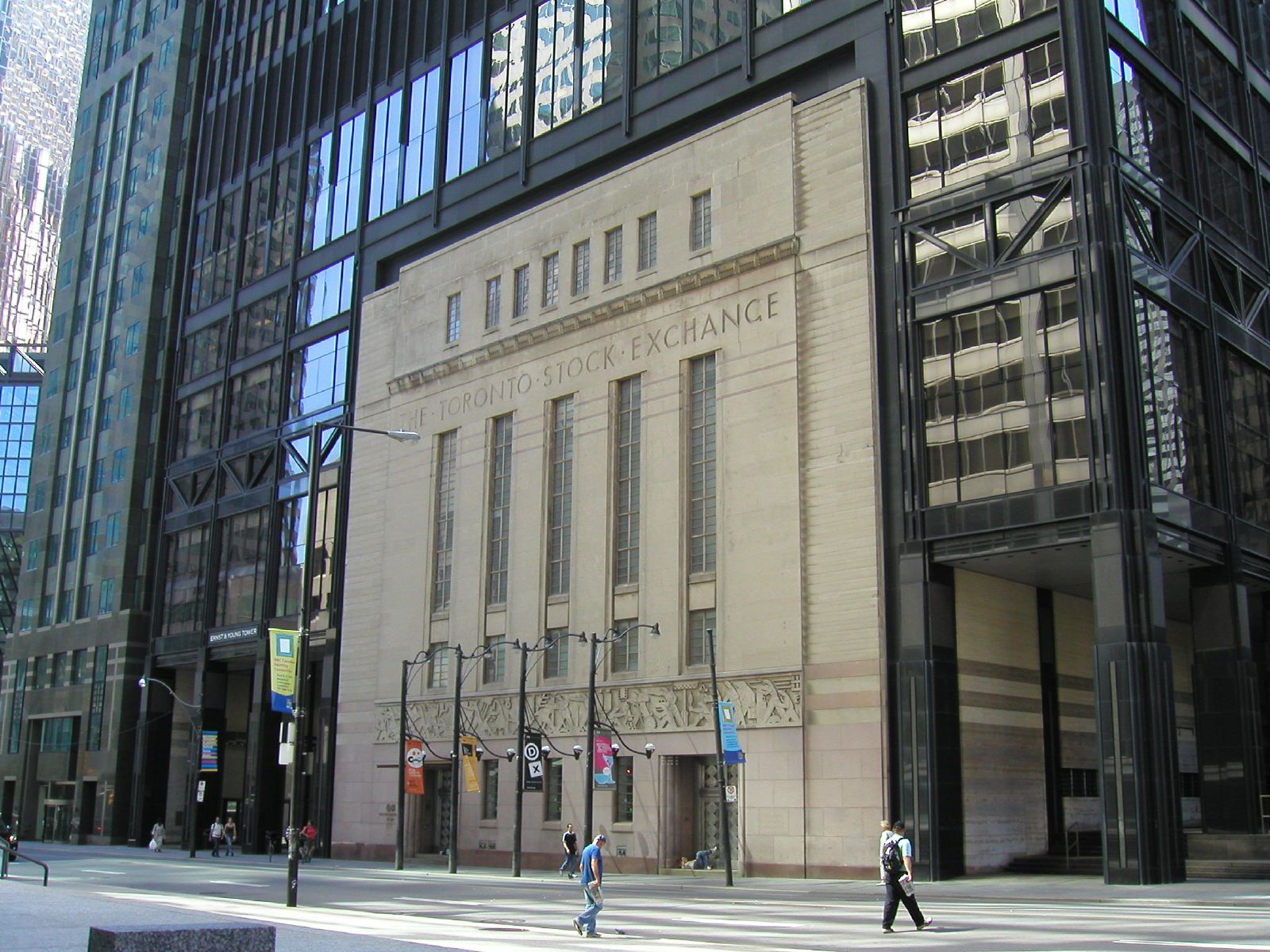
Mặt tiền Art Deco của tòa nhà Sở giao dịch chứng khoán Toronto trước đây, nay được hợp nhất vào Trung tâm Toronto-Dominion. Thiết kế ngoài của nghệ sĩ Charles Comfort.

TSE tăng trưởng liên tục về quy mô và số lượng cổ phiếu được giao dịch, tiết kiệm trong khoảng thời gian ba tháng vào năm 1914 khi sàn giao dịch đóng cửa vì lo sợ khủng hoảng tài chính do Chiến tranh thế giới thứ nhất. Vào ngày Phố Wall sụp đổ năm 1929, sàn giao dịch của Toronto là kết nối tốt hơn với New York và nhận được tin xấu trước Montreal (trước năm 1931, các sàn giao dịch liên lạc qua điện thoại hoặc qua đường dây riêng của các nhà môi giới, vì chúng chưa được kết nối với nhau bằng mã). Vào buổi chiều, ba cổ phiếu phổ biến nhất của nó đã giảm ít nhất 8%: Nickel quốc tế, Hiram Walker & Sons và Brazil Light & Power. Ngày hôm sau, một số lượng kỷ lục 331.000 cổ phiếu đã được trao tay trên TSE, với mức mất giá tổng thể là 20% (ở Montreal là 525.000 cổ phiếu và mất 25%). 
Trong khi đó, cơn sốt vàng của British Columbia vào những năm 1890 đã kích thích nhu cầu về vốn khởi nghiệp nhưng các sàn giao dịch của Montreal và Toronto lại cho rằng hoạt động kinh doanh này quá rủi ro. Sự bùng nổ đã được xử lý với Sở giao dịch chứng khoán và khai thác Toronto, được thành lập vào năm 1896 và sáp nhập với Sở giao dịch chứng khoán và khai thác tiêu chuẩn đối thủ của nó vào năm 1899. SSME, sau nhiều năm thăng trầm, được hợp nhất thành Sở giao dịch chứng khoán Toronto vào năm 1934. Trong khi sự gia tăng bền vững trong giao dịch khai thác đã được ghi nhận ở Toronto (hàng hóa hoặc chứng khoán), ở Montreal, khối lượng của thị trường tập trung vào vốn chủ sở hữu đang đi xuống. Toronto nổi tiếng là một trung tâm tài chính để khai thác và từ năm 1934, tổng khối lượng giao dịch trên TSE đã vượt qua Montreal.

### Một sở giao dịch lớn
TSE di chuyển trên phố Bay vào năm 1913 và vào năm 1937, mở một sàn giao dịch và trụ sở mới trong một tòa nhà Art Deco, vẫn nằm trên phố Bay. Đến năm 1936, Sở giao dịch chứng khoán Toronto đã phát triển trở thành sàn giao dịch lớn thứ ba ở Bắc Mỹ. 

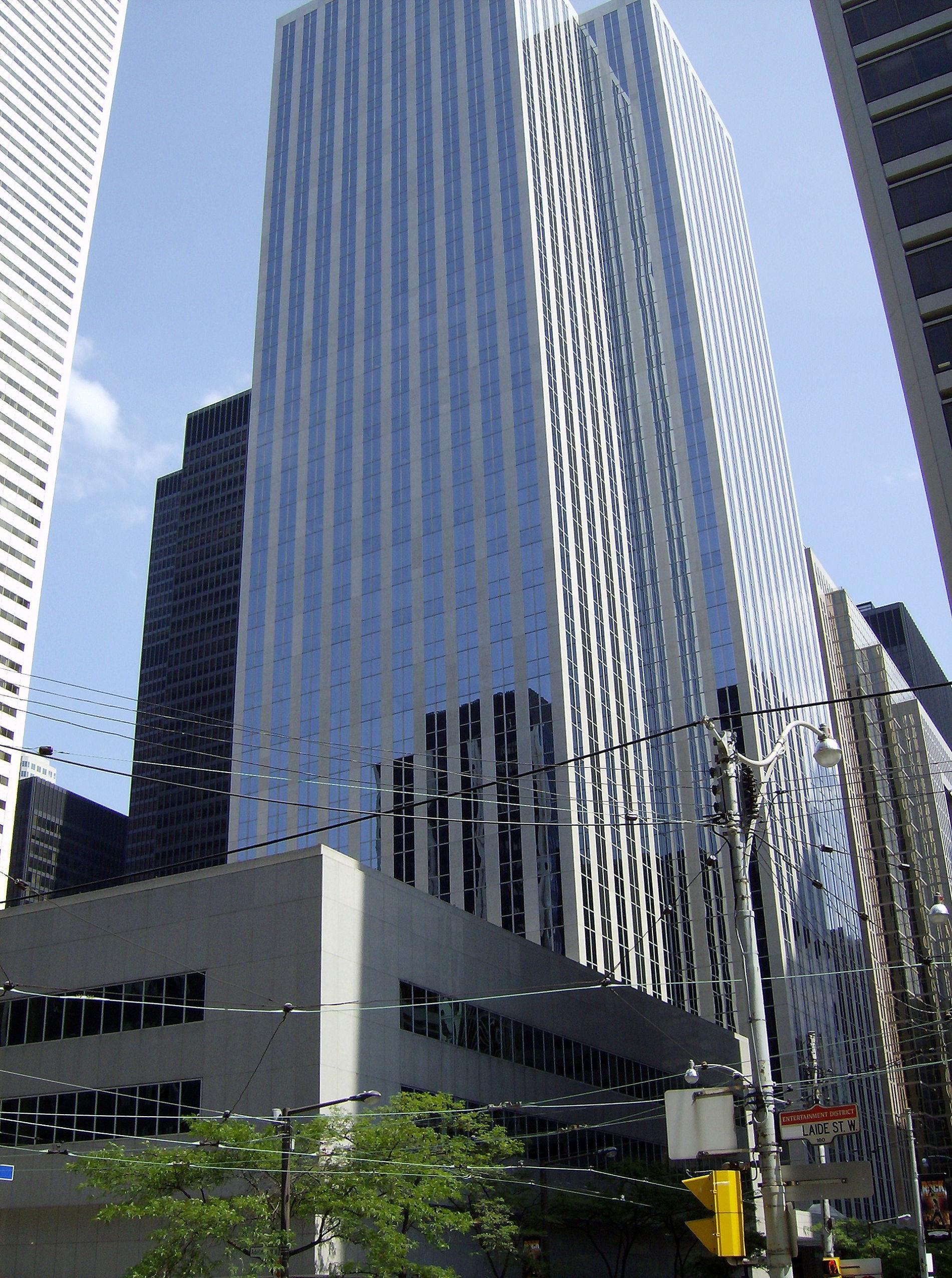
Toà nhà Sở giao dịch chứng khoán Toronto tại Tower Exchange, năm 1983.

Năm 1977, Sở đã đưa vào vận hành chỉ số TSE 300 và giới thiệu CATS (Computer Assisted Trading System), một hệ thống giao dịch tự động và bắt đầu sử dụng nó để định giá các cổ phiếu có tính thanh khoản thấp hơn. Năm 1983, TSE rời trụ sở Art Deco trên Phố Bay và chuyển đến Exchange Tower. Tòa nhà TSE cũ sau này trở thành Design Exchange, một bảo tàng và trung tâm giáo dục. Vào ngày 23 tháng 4 năm 1997, sàn giao dịch của TSE đóng cửa, trở thành sàn giao dịch chứng khoán lớn thứ hai ở Bắc Mỹ để lựa chọn môi trường không sàn, điện tử (hoặc giao dịch ảo).
TSE chuyển trụ sở chính của mình đến Exchange Tower vào năm 1983.
Năm 1999, thông qua một kế hoạch tái cơ cấu lớn, Sở giao dịch chứng khoán Toronto trở thành sàn giao dịch duy nhất của Canada để giao dịch các cổ phiếu cao cấp. Sàn giao dịch Bourse de Montréal / Montreal đảm nhận trách nhiệm giao dịch các công cụ phái sinh và Sở giao dịch chứng khoán Vancouver và Sở giao dịch chứng khoán Alberta đã hợp nhất để tạo thành Sàn giao dịch mạo hiểm Canada (CDNX) xử lý giao dịch chứng khoán cơ sở. Mạng giao dịch Canada, Sở giao dịch chứng khoán Winnipeg và phần cổ phiếu của Sở giao dịch Montreal sau đó đã hợp nhất với CDNX. Năm 2000, Sở giao dịch chứng khoán Toronto trở thành một công ty hoạt động vì lợi nhuận. Năm 2002 từ viết tắt của nó được đổi tên thành TSX và nó trở thành một công ty đại chúng. 

### Kỷ nguyên mới của nhóm TMX
Năm 2001, Sở giao dịch chứng khoán Toronto mua lại Sở giao dịch mạo hiểm Canada, được đổi tên thành Sở giao dịch mạo hiểm TSX vào năm 2002; điều này dẫn đến việc tạo ra một tổ chức mẹ cho TSX, TSX Group. Điều này đã kết thúc 123 năm sử dụng TSE như một sàn giao dịch chứng khoán của Canada. Vào ngày 11 tháng 5 năm 2007, S&P/TSX Composite, chỉ số chính của Sở giao dịch chứng khoán Toronto, đã cán mốc 14.000 điểm. Vào ngày 17 tháng 12 năm 2008, lần đầu tiên trong lịch sử TSX, sàn giao dịch đã bị đóng cửa trong cả ngày giao dịch do trục trặc kỹ thuật.

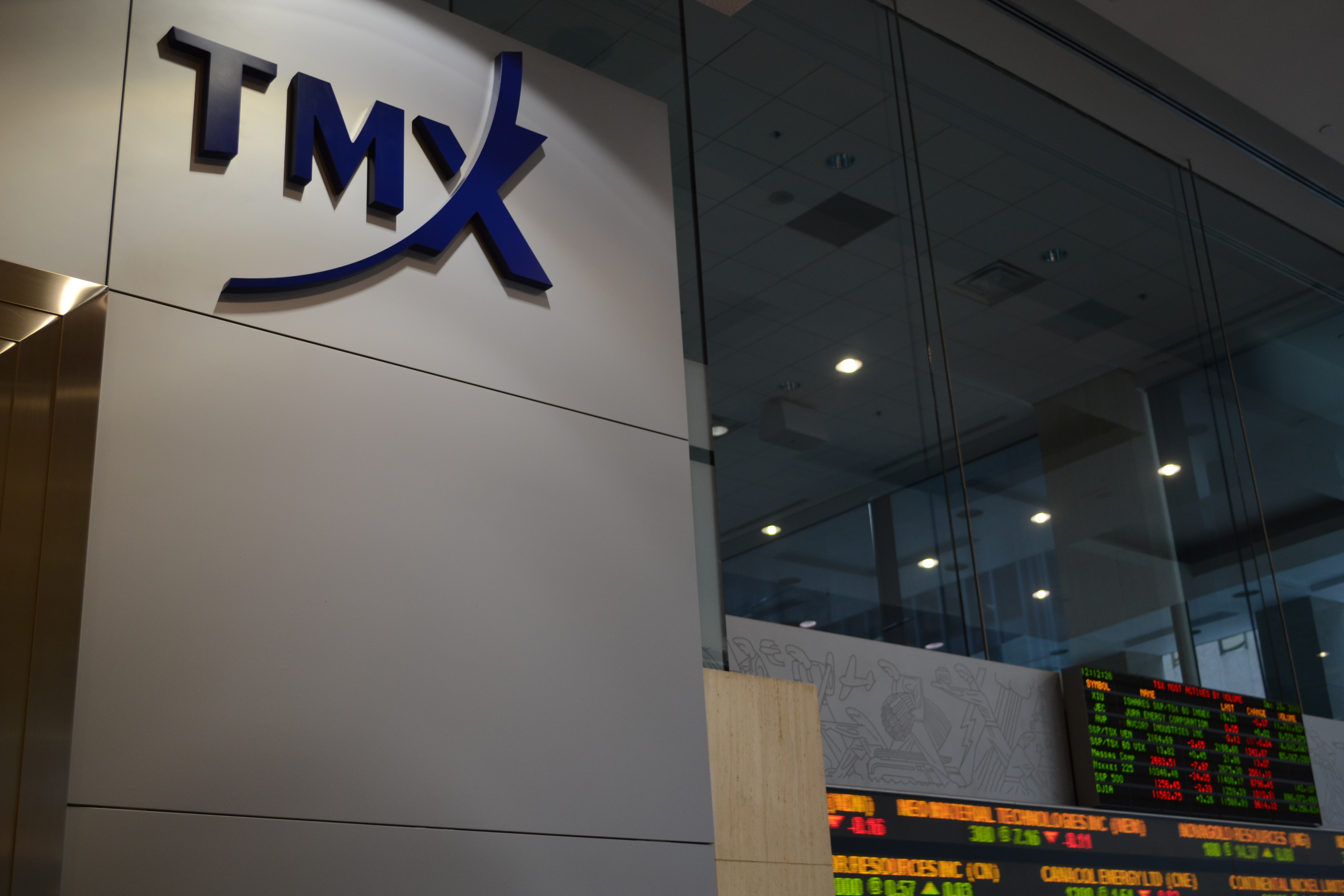
Văn phòng TMX tại Exchange Tower. Năm 2001, TSX Group được thành lập sau khi TSE mua lại Canada Venture Exchange.

Vào ngày 9 tháng 2 năm 2011, Sở giao dịch chứng khoán London thông báo rằng họ đã đồng ý hợp nhất với Tập đoàn TMX, công ty mẹ của Sở giao dịch chứng khoán Toronto, với hy vọng tạo ra một thực thể kết hợp với vốn hóa thị trường là 5,9 nghìn tỷ đô la (3,7 nghìn tỷ bảng Anh). Xavier Rolet, Giám đốc điều hành của LSE Group, sẽ đứng đầu công ty mở rộng mới, trong khi Giám đốc điều hành TMX Thomas Kloet sẽ trở thành chủ tịch công ty mới. Dựa trên dữ liệu từ ngày 30 tháng 12 năm 2010, sàn giao dịch chứng khoán mới sẽ là lớn thứ hai trên thế giới với vốn hóa thị trường lớn hơn 48% so với Nasdaq. Tám trong số 15 thành viên hội đồng quản trị của tổ chức kết hợp được LSE bổ nhiệm, 7/15 bởi TMX.  Tên tạm thời cho nhóm kết hợp sẽ là LTMX Group plc. Khoảng hai tuần sau khi Maple Group tổ chức một cuộc đấu thầu cạnh tranh, thỏa thuận LSEG-TMX đã bị chấm dứt sau khi không nhận được sự chấp thuận tối thiểu 67% cử tri từ các cổ đông của TMX Group. Việc từ chối được đưa ra trong bối cảnh thống đốc Ngân hàng Trung ương Canada Mark Carney đưa ra những lo ngại liên quan đến quyền kiểm soát của nước ngoài đối với các hệ thống thanh toán bù trừ và sự phản đối thỏa thuận của Giám đốc Sở Tài chính Ontario. 
Vào ngày 13 tháng 6 năm 2011, một cuộc đấu thầu đối thủ và thù địch từ Nhóm Maple có lợi ích của Canada đã diễn ra. Cuộc đấu thầu này  có giá trị tiền mặt và cổ phiếu lên đến 3,7 tỷ đô la CAD, với hy vọng ngăn chặn việc Tập đoàn LSEG tiếp quản TMX. Nhóm bao gồm các ngân hàng và tổ chức tài chính hàng đầu của Canada. Vào tháng 3 năm 2015, một sàn giao dịch cạnh tranh, Aequitas Neo, đã mở cửa giao dịch, liệt kê 45 vấn đề chỉ được niêm yết trên TSX. Sàn giao dịch mới nhằm mục đích tập trung vào sự công bằng, đặc biệt liên quan đến những gì nó đề cập đến là "các hoạt động giao dịch tần suất cao mang tính săn mồi". Sở giao dịch có kế hoạch niêm yết bổ sung chứng khoán niêm yết TSX. Vào ngày 27 tháng 5 năm 2014, Tập đoàn TMX đã chính thức mở hoạt động tài chính trên lãnh thổ Canada và Hoa Kỳ được mang tên TSX Financial.  

## Thời khoá giao dịch
Sàn giao dịch có phiên giao dịch thường kỳ từ 9:30 đến 16:00 chiều (theo giờ Đông, tức là từ 21:30 hôm trước đến 4:00 sáng theo giờ Việt Nam) và phiên giao dịch sau giờ từ 16:15 đến 17:40 (tức là từ 4:15 đến 5:40 sáng theo giờ Việt Nam) vào tất cả các ngày trong tuần (trừ Thứ Bảy, Chủ Nhật và ngày lễ do Sở giao dịch công bố trước). Tuy vậy, vào các ngày lễ, Sở chỉ cho phép các chỉ số và các cổ phiếu được giao dịch từ 9:30 đến gần 14:00 (tức là từ 21:30 hôm trước đến 2:00 sáng hôm sau).

## Các công ty được liệt kê
Tính đến tháng 8 năm 2019, Sở giao dịch chứng khoán Toronto có 1.569 tổ chức phát hành được niêm yết (bao gồm ETF và các sản phẩm tài chính có cấu trúc khác) với tổng vốn hóa thị trường là 3.059.755.023.680 CAD. Đến cuối năm 2019, tổng vốn hóa thị trường của các công ty được niêm yết trên TSX & TSXV đạt 3,2 nghìn tỷ đô la. 

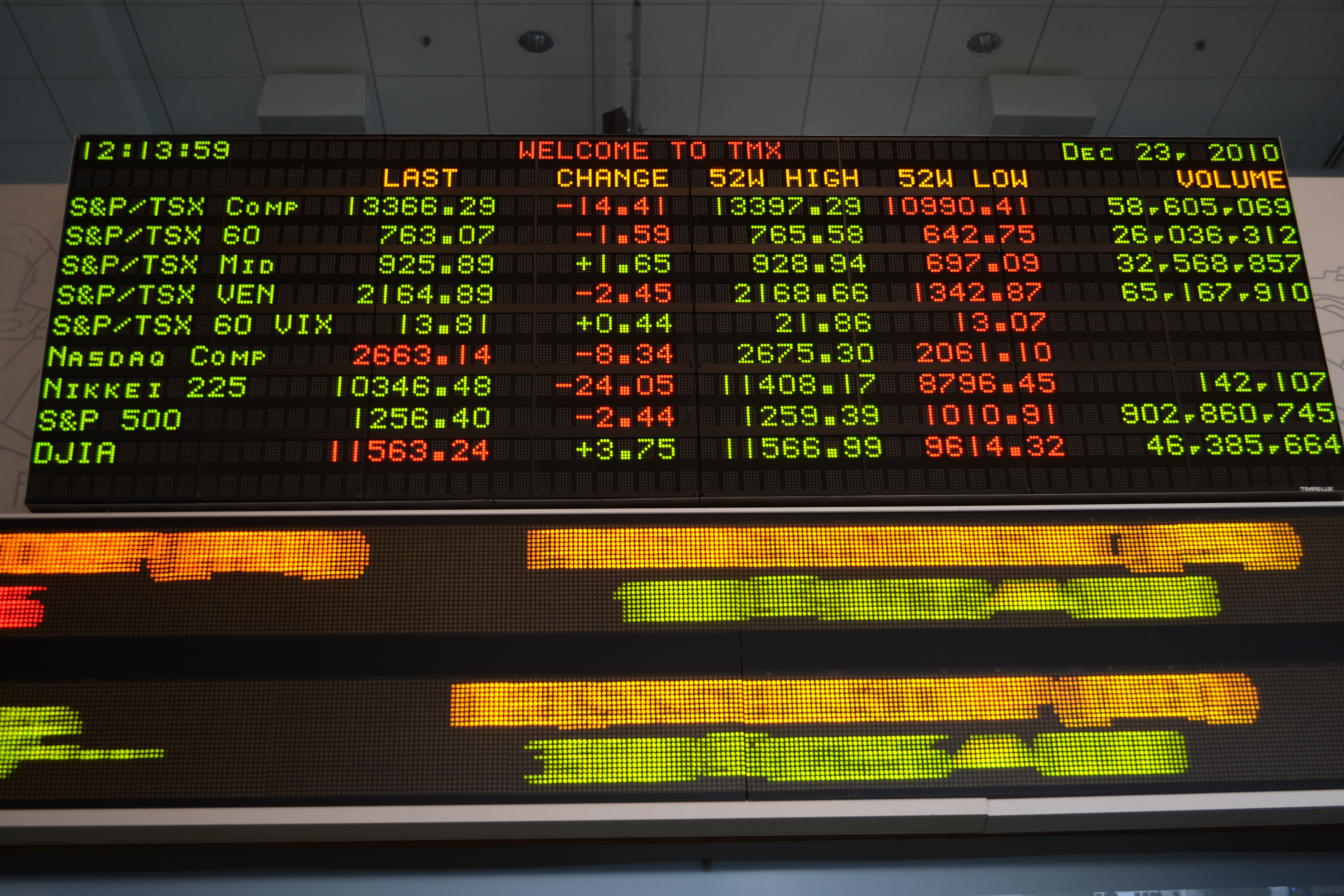
Màn hình LED của TMX hiển thị thông tin của các chỉ số chứng khoán nội địa Canada và các chỉ số chứng khoán khác trên thế giới.

Sàn giao dịch là trụ sở của tất cả các ngân hàng thương mại lớn như Big Five — Ngân hàng Thương mại Hoàng gia Canada (CIBC), Ngân hàng Montreal (BOM), Ngân hàng Nova Scotia (Scotiabank), Ngân hàng Hoàng gia Canada (RBC) và Toronto-Dominion Ngân hàng (TD) — làm sàn giao dịch trở thành trung tâm ngân hàng trong cả nước. Điều này được thể hiện rõ ràng nhất trong quá trình đề xuất sáp nhập Ngân hàng Hoàng gia với Ngân hàng Montreal, và CIBC với Ngân hàng Toronto-Dominion vào năm 1998. Bộ trưởng Bộ Tài chính khi đó là Paul Martin đã chặn các vụ sáp nhập để duy trì sự cạnh tranh.
Sàn giao dịch này là danh sách chính của một số công ty năng lượng bao gồm Enbridge, Suncor, TC Energy, Canadian Natural Resources, Imperial Oil, Pembina và Cenovus, tất cả đều nằm trong chỉ số S&P/TSX 60.
Nhiều công ty lớn được liệt kê trên TSX, đặc biệt là những công ty trên chỉ số S&P/TSX 60, có danh sách thứ cấp trên một sàn giao dịch của Mỹ như Sở giao dịch chứng khoán New York.